# 커피빈 & 티리프

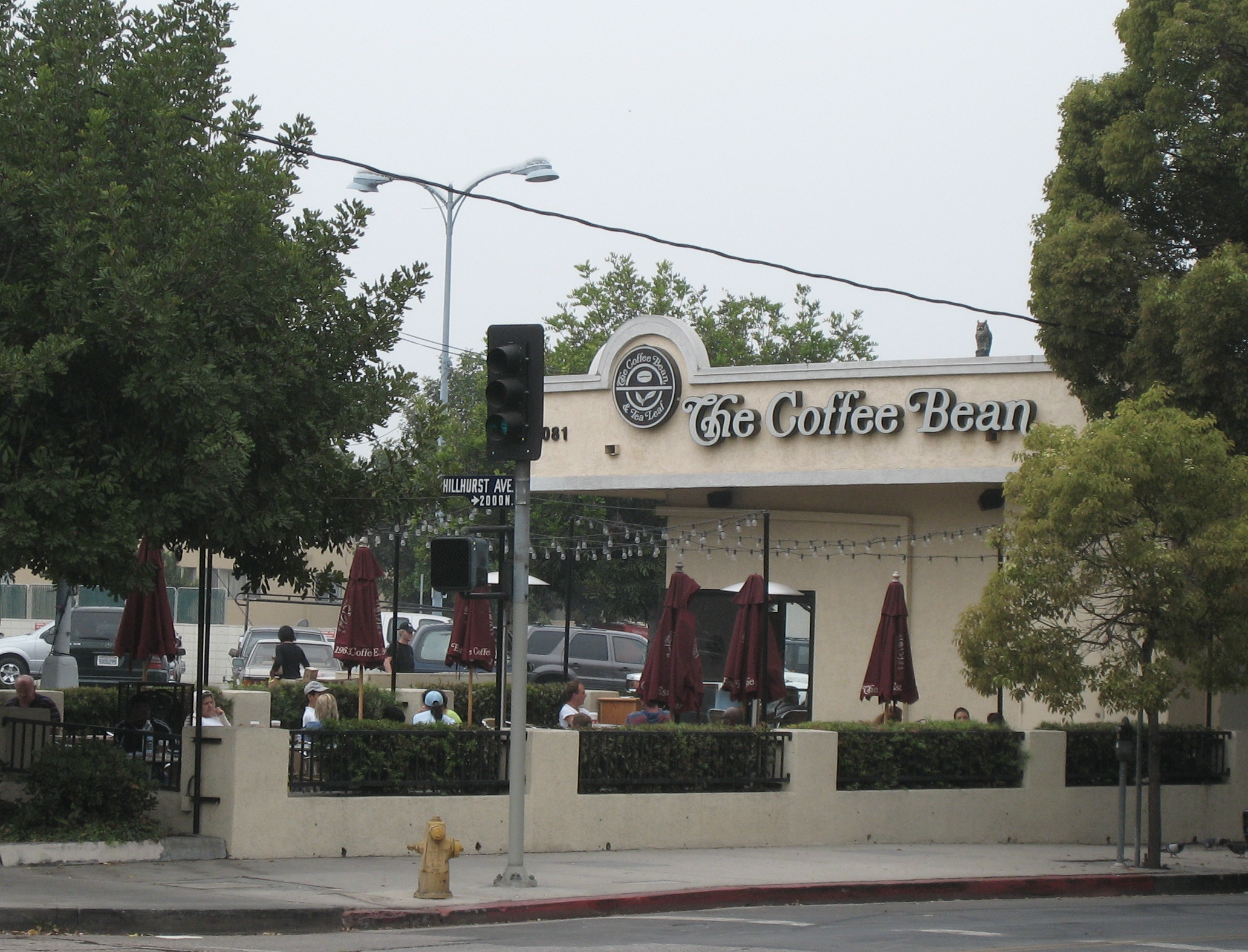
로스앤젤레스에 있는 커피빈 매장

커피빈 & 티리프(영어: The Coffee Bean & Tea Leaf, ‘커피 콩과 찻잎’이라는 뜻) 또는 커피빈은 미국 로스앤젤레스에 본사가 있는 인터내셔널 커피 & 티 유한책임회사(International Coffee & Tea, LLC)에서 운영하고 있는 세계에서 가장 오래된 커피 및 홍차 전문점 프랜차이즈 중의 하나이다. 최초의 매장은 1963년에 로스앤젤레스의 브렌트우드에서 허버트 B. 하이만과 모나 하이만이 개점하였다. 현재 미국 남서부와 하와이주까지 아우르는 점포망을 갖고 있다. 동남아시아에는 1996년에 총판권을 구입한 싱가포르 출신의 사업가 빅터 새순이 “커피빈스”(Coffee Beans)라는 이름의 매장을 여러 곳에 개점하였다. 전 세계적으로는 현재 14여 개국, 400여 곳이 넘는 직영 및 프랜차이즈 매장을 갖고 있다. 대한민국에서는 "콩다방"으로도 부른다.
커피빈은 커피뿐 아니라 여러 종류의 홍차 음료를 취급한다는 점에서 스타벅스 같은 다른 커피 전문 체인점과는 다르다. 또, 유명한 오리지널 아이스 블렌디드(Original Ice Blended)® 블렌드와 차이 라테도 취급한다.
2003년에는 매출 1억 2천만 달러(USD)를 기록하였다. 점포 중 144여 곳에서는 와이파이 접속을 지원한다. 미국 외에서는 주로 프랜차이즈 매장이, 미국 내에는 주로 회사 소유의 매장이 위치한다. 현재 진출 국가는 싱가포르, 이스라엘, 대한민국, 아랍 에미리트, 브루나이, 오스트레일리아, 인도네시아. 말레이시아, 필리핀, 쿠웨이트, 이집트이다.
2019년 9월 필리핀의 식품기업 졸리비(Jollibee Foods)가 커피빈의 브랜드를 보유한 International Coffee & Tea, LLC를 인수했다.

## 지사

### 대한민국
대한민국에는 2000년에 설립된 커피빈 코리아 주식회사와 미국 커피빈 본사와의 프랜차이즈 계약 하에 2001년 5월 10일 서울특별시 강남구 청담동에 최초의 커피빈 매장이 개점하였다. 커피빈 코리아에서는 직영으로만 운영하며 2019년 현재 약 291개의 매장이 있다.